# Agaraeus nigrilineata
Agaraeus nigrilineata là một loài bướm đêm trong họ Geometridae.